# Miss Nobody from Nowhere
Miss Nobody from Nowhere è un cortometraggio muto del 1914 diretto da Ray Smallwood. Prodotto da Carl Laemmle per l'Independent Moving Pictures, aveva come interpreti Hobart Henley e Ethel Grandin. L'attrice era la moglie del regista.

## Trama
Ethel, una ragazza dei bassifondi maltrattata dal fratello Bob, un mascalzone violento e ubriacone che le prende tutti i pochi soldi che la ragazza guadagna, fugge da casa andando a cercare Michael Delane, un maestro di ballo che una volta, dopo averla vista danzare in strada, le aveva lasciato il suo biglietto da visita. Lui, in procinto di mettere in scena un nuovo spettacolo, Miss Nobody from Nowhere, ingaggia Ethel che gli racconta della sua triste vita con il fratello. Delane, allora, scrive una lettera a Bob per rassicurarlo su Ethel, accludendo anche del denaro ma senza scrivere il suo indirizzo. Bob usa il denaro per andare in giro in città e, la sera della prima dello spettacolo di Delane, capita davanti al teatro dove vede la foto di sua sorella. Pensando che quella è un'ottima occasione da sfruttare per ricavarne dell'altro denaro, ricorre nuovamente a Ethel che cede alle sue richieste. Ma poi, dopo un suo rifiuto, Bob dice a Delane che Ethel non è sua sorella, ma la sua amante. Lasciata dall'uomo che ama, Ethel torna nel suo quartiere dove si prende cura di Blind John, un cieco che era stato il suo unico amico e che in seguito recupererà la vista. Bob, un giorno, rivede Delane e vuole imbrogliarlo ancora. Ma, questa volta, le cose si mettono male e scoppia una rissa. Ethel, vedendo che il fratello sta per accoltellare Delane, si frappone tra i due, prendendosi una coltellata al braccio. La verità viene a galla quando Bob, vista cadere Ethel, esclama: "Dio, ho ucciso mia sorella!". Delane e Blind John portano la ragazza in ospedale dove viene curata mentre Bob, inseguito da un poliziotto che vuole arrestarlo, mette un piede in fallo e cade, sfracellandosi.

## Produzione
Il film fu prodotto dall'Independent Moving Pictures Co. of America (IMP).

## Distribuzione
Distribuito dalla Universal Film Manufacturing Company, il film - un cortometraggio in due bobine - uscì nelle sale statunitensi il 20 aprile 1914.